# Беляева, Люция
Люция Беляева (в девичестве Ризванова; род. 22 июня 1957) — советская и российская легкоатлетка, специалистка по марафону. Выступала в 1980-х и 1990-х годах, обладательница серебряной медали международных соревнований «Дружба-84», победительница и призёрка ряда крупных международных стартов на шоссе, участница чемпионата мира в Хельсинки.

## Биография
Люция Ризванова родилась 22 июня 1957 года. Уроженка города Артёмовский Свердловской области — училась в местной средней школе № 2, тренировалась под руководством учителя физкультуры Василия Васильевича Втулкина. Позднее занималась лёгкой атлетикой в Горьком и Московской области, выступала за физкультурно-спортивное общество «Динамо».
Первого серьёзного успеха на всесоюзном уровне добилась в сезоне 1981 года, когда с результатом 2:43:03	финишировала третьей на марафоне в Ужгороде.
В 1982 году стала пятой на чемпионате СССР по марафону в Москве, превзошла всех соперниц на марафоне в Ужгороде.
В 1983 году на чемпионате страны по марафону в рамках VIII летней Спартакиады народов СССР в Москве завоевала бронзовую награду. Благодаря этому успешному выступлению вошла в основной состав советской сборной и удостоилась права представлять Советский Союз на впервые проводившемся чемпионате мира по лёгкой атлетике в Хельсинки — в программе марафона показала время 2:34:44, расположившись в итоговом протоколе соревнований на 10-й строке. Также в этом сезоне заняла 15-е место на Токийском международном женском марафоне.
В 1984 году показала девятый результат на чемпионате СССР по марафону в Баку, 14-й результат на чемпионате СССР по бегу на 10 000 метров в Киеве. Рассматривалась в качестве кандидатки для участия в летних Олимпийских играх в Лос-Анджелесе, однако Советский Союз вместе с несколькими другими странами восточного блока бойкотировал эти соревнования по политическим причинам. Вместо этого Беляева выступила на альтернативном турнире «Дружба-84» в Праге, где в марафоне с результатом 2:33:54 завоевала серебряную награду, уступив только соотечественнице Зое Ивановой. Позднее стала серебряной призёркой Монреальского марафона.
В 1985 году заняла 42-е место на Кубке мира по марафону в Хиросиме, став при этом серебряной призёркой женского командного зачёта. Показала 16-й результат на чемпионате СССР по марафону в Могилёве, была лучшей на Кошицком марафоне.
В 1986 году финишировала четвёртой на марафоне в Вильнюсе, девятой на марафоне в рамках Игр доброй воли в Москве, второй на Кошицком марафоне.
В 1987 году была третьей на марафоне в Ужгороде, с личным рекордом 2:30:25 завоевала бронзовую награду на чемпионате СССР по марафону в Могилёве, стала шестой в беге на 10 000 метров на чемпионате СССР в Брянске, так же установив при этом свой личный рекорд — 32:29.97. Среди прочих достижений — победа на Хоккайдском марафоне в Саппоро.
В 1988 году финишировала третьей на марафоне в Ужгороде.
После распада Советского Союза на протяжении 1990-х годов активно стартовала на марафонах в Европе и США. Так, в 1991 году была второй на Стокгольмском марафоне, третьей на марафоне «Твин-Ситис» в Сент-Поле, в 1992 году стала второй на Мельбурнском марафоне, победила на Сибирском международном марафоне в Омске, на Лилльском марафоне и на Реймсском марафоне.
Впоследствии продолжила службу в полиции, имеет звание майора. Муж Леонид Беляев — так же известный легкоатлет, заслуженный тренер РСФСР. Дочь Юлия Беляева тоже занимается лёгкой атлетикой.